# Burni Kemulo
Burni Kemulo är ett berg i Indonesien.   Det ligger i provinsen Aceh, i den västra delen av landet, 1 600 km nordväst om huvudstaden Jakarta. Toppen på Burni Kemulo är 1 906 meter över havet, eller 58 meter över den omgivande terrängen. Bredden vid basen är 0,94 km.
Terrängen runt Burni Kemulo är kuperad åt nordväst, men åt sydost är den bergig. Trakten runt Burni Kemulo är nära nog obefolkad, med mindre än två invånare per kvadratkilometer. I omgivningarna runt Burni Kemulo växer i huvudsak städsegrön lövskog.